# Chionaema corea
Chionaema corea är en fjärilsart som beskrevs av Embrik Strand 1922. Chionaema corea ingår i släktet Chionaema och familjen björnspinnare. Inga underarter finns listade i Catalogue of Life.